# ぼくときみの半径にだけ届く魔法
『ぼくときみの半径にだけ届く魔法』（ぼくときみのはんけいにだけとどくまほう）は、七月隆文の小説。2018年に幻冬舎より出版された。著者初の単行本での出版である。

## 概要
本作は2018年4月5日に書き下ろし作品として出版された。著者初の単行本での出版作品である。カバーイラストはloundraw、カバー・本文デザインはbook wallが担当している。若きカメラマンと難病の少女との恋愛を描いた作品である。

## あらすじ
売れないカメラマンの須和仁は、窓辺に立つ美しい少女を偶然撮影する。少女の名前は幸村陽。難病で外に出られない彼女は、白い部屋の壁に風景の写真を映して眺める日々を送っていた。
「外の写真を撮ってきて頂けませんか？」
陽の依頼を受け、仁は様々な景色を撮って届けることになる。それは運命の出会いだった。
やがて二人の仲は縮まり、付き合うことになるが、陽の病気によってうまくいかない。そんな中でも二人は愛を育み、様々な困難を乗り越えて結婚をする。
その後、仁は陽との出会いのきっかけとなった一枚をキービジュアルとした写真展「愛の挨拶」を開催し、その独創的な演出などによって、世界的に権威のあるミュルダール賞の日本人で初めての受賞者となる。

## 登場人物

### 主な登場人物
須和 仁(すわ じん)
カメラマンを志す24歳の青年。利根の個人スタジオでアルバイトをしつつ、プロの写真作家を目指す。
ある日、窓辺に佇む陽を撮影し、彼女のために外の写真を撮影することとなる。やがて彼女を題材とした写真が評判となり、写真展「愛の挨拶」を開催する。同写真展で、日本人初のミュルダール賞受賞者となる。陽と結婚し、子供を儲ける。
幸村陽(ゆきむらはる)
20歳の少女。外出ができないという原因不明の病により、白い壁の部屋で写真を写して観賞する毎日を送る。
若きカメラマンの仁と出会い、彼に外の景色の撮影を依頼する。
仁の献身的なサポートによって少しずつ回復し、仁と結婚して子供を儲ける。